# Polisinspektör
Polisinspektör eller kriminalinspektör är en tjänstegrad inom polisen i Sverige (Polismyndigheten och Säkerhetspolisen).
Polisinspektör med särskild tjänsteställning utgör en egen tjänstegrad, placerad högre än "vanliga" polisinspektör i befälsordningen. 

## Hierarkisk ställning
Polisinspektörs tjänstegrad erhålls sedan 2015 endast genom anställning vid särskild tjänst eller befälstjänst. Befintliga inspektörer behåller dock sin grad. Erhållen inspektörsbefälsgrad markeras med särskilda tjänstetecken (ett eller två streck). Den äldre benämningen för polisinspektör var biträdande överkonstapel eller inspektionskonstapel, senare polisassistent. Polisinspektör med särskild tjänsteställning motsvarades då av överkonstapel, senare förste polisassistent.

## Gradbeteckning
Gradbeteckningen består av en guldfärgad eklövskrans nederst, ovanför kransen ett guldfärgat streck och överst en guldfärgad krona på uniformens axelklaffar. Inte att förväxla med Polissekreterare som också har en eklövskrans, fast en tjockare sådan.

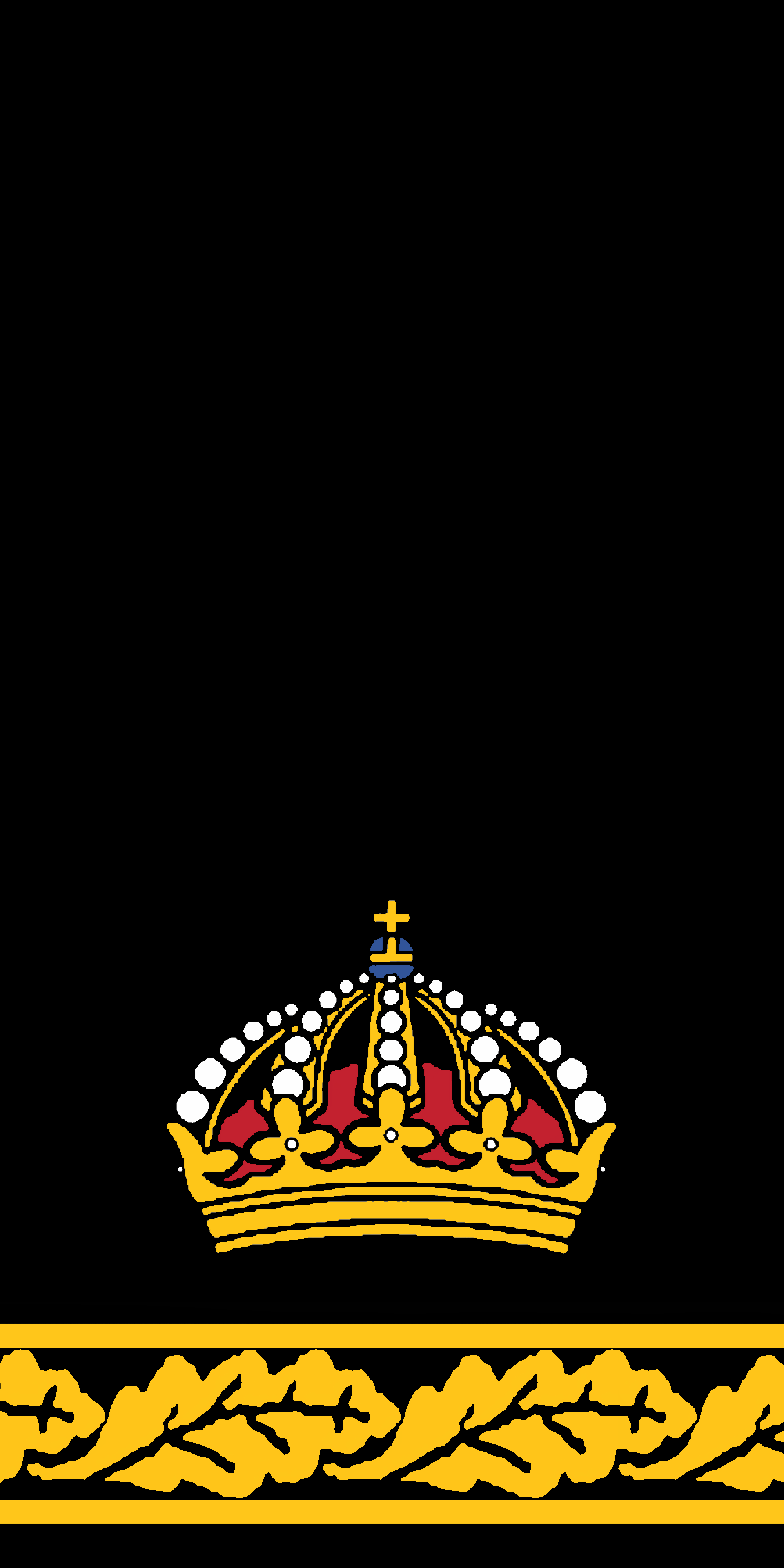
Polisinspektör
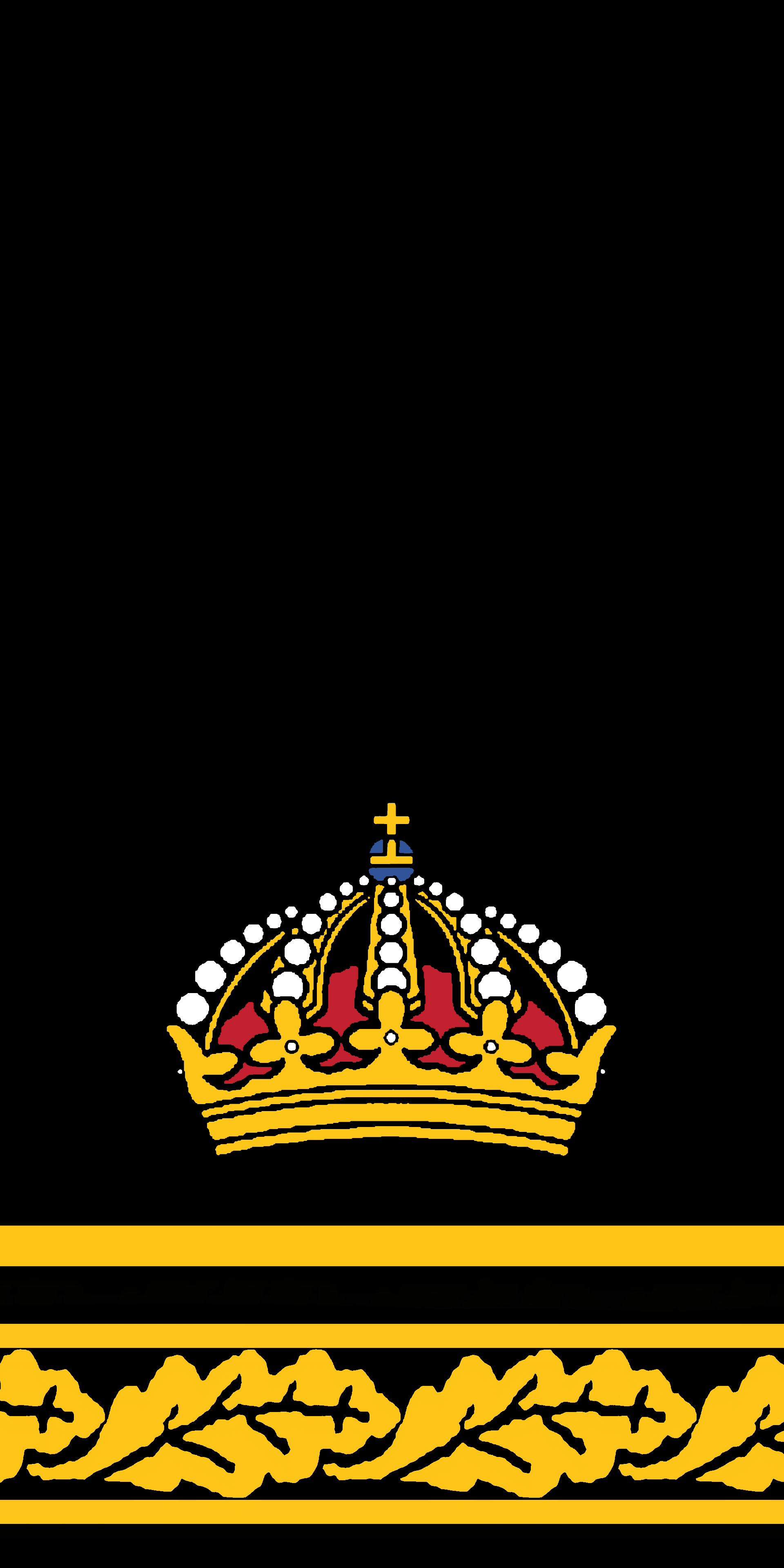
Polisinspektör, befäl/arbetsledare
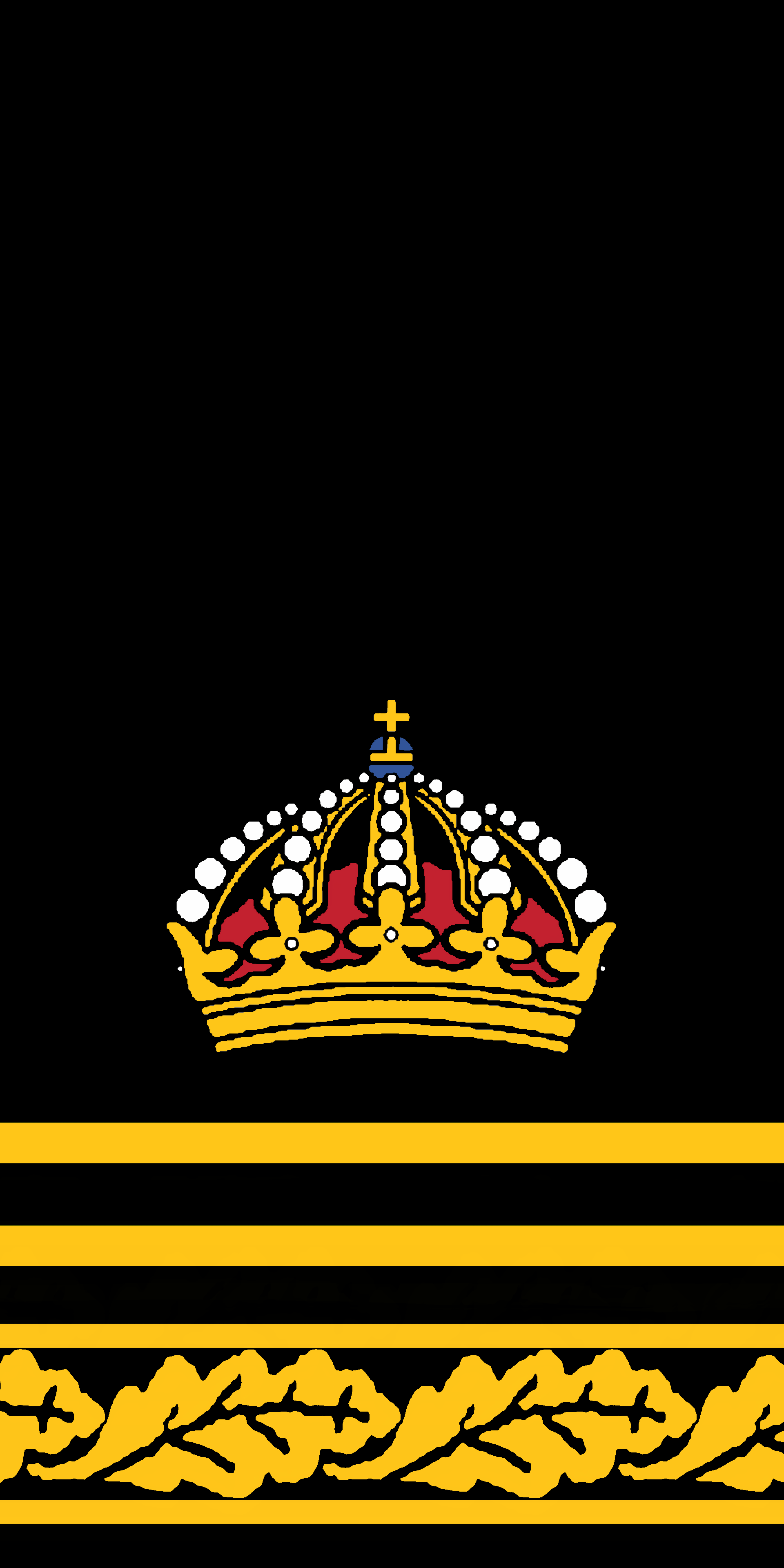
Polisinspektör, chef för grupp

## Internationellt
- I Finlands polis är en polisinspektör ett högre polisbefäl, motsvarande polisöverintendent i Sverige. En svensk polisinspektör motsvaras av överkonstapel, kriminalöverkonstapel, överdetektiv vid skyddspolisen eller centralkriminalpolisen eller lärare vid polisläroinrättning med tjänsteexamen för polisunderbefäl.

- I Norge är en Politiinspektør en polisämbetsman med juristexamen. Eftersom åklagarmyndigheten för brott med straffskala upptill 1 års fängelse ingår i polisen i Norge motsvaras denna grad närmast av både polisöverintendent och befordrad kammaråklagare i Sverige. I Danmark motsvaras Politiinspektør av polisintendent; Chefpolitiinspektør motsvaras av polisöverintendent i Sverige. I Storbritannien motsvaras Inspector av poliskommissarie i Sverige.

- Motsvarigheten till en svensk polisinspektör kallas i Norge Politibetjent 3, i Danmark Vicepolitikommissær, på Island Aðstoðarvarðstjóri, i Storbritannien Sergeant, i Tyskland Polizeikommissar, i Österrike Gruppeninspektor, i Frankrike Brigadier (polisen) eller Adjudant (gendarmeriet), och i Italien Sovrintendenti (polisen) eller Brigadiere (karabinjärerna).